# Midgee
Midgee is een geslacht van spinnen uit de  familie van de Amaurobiidae (nachtkaardespinnen).

## Soorten
- Midgee alta Davies, 1995
- Midgee bellendenker Davies, 1995
- Midgee binnaburra Davies, 1995
- Midgee littlei Davies, 1995
- Midgee minuta Davies, 1995
- Midgee monteithi Davies, 1995
- Midgee parva Davies, 1995
- Midgee pumila Davies, 1995
- Midgee thompsoni Davies, 1995